# 常营站
常营站是一个位于中国北京市朝阳区常营地区朝阳北路、常通路交叉口，属于北京地铁6号线的地铁车站。于2012年12月30日投入使用。

## 位置
常营站位于东五环外，朝阳北路（东西向）和管庄路（南北向）、常顺路（南北向）的两个交汇路口之间，朝阳北路南侧，呈东西向布置。
本站与西边的黄渠站间的区间长1512米，与东边的草房站间的区间长1077米。

## 结构

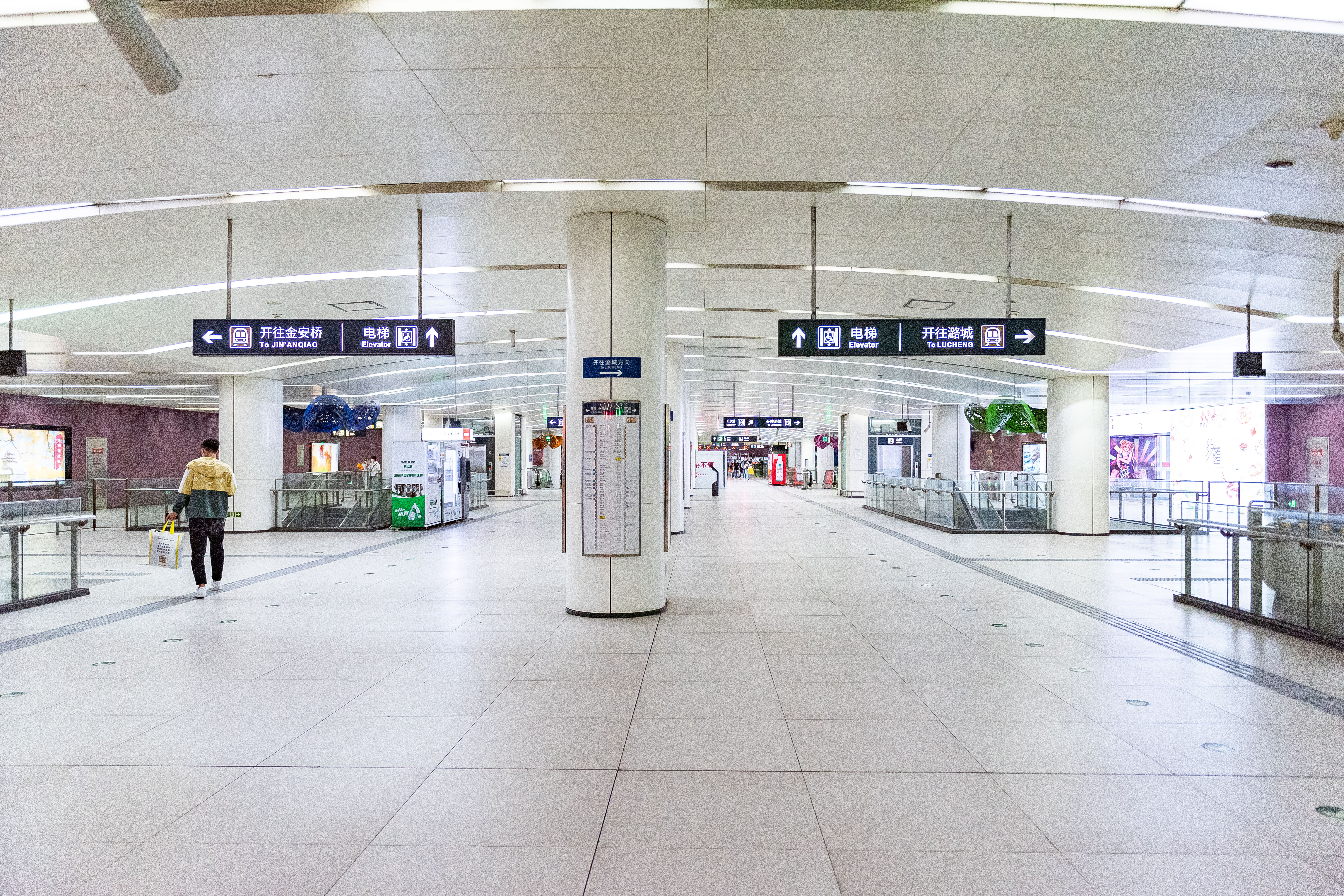
常营站站厅（2021年9月摄）

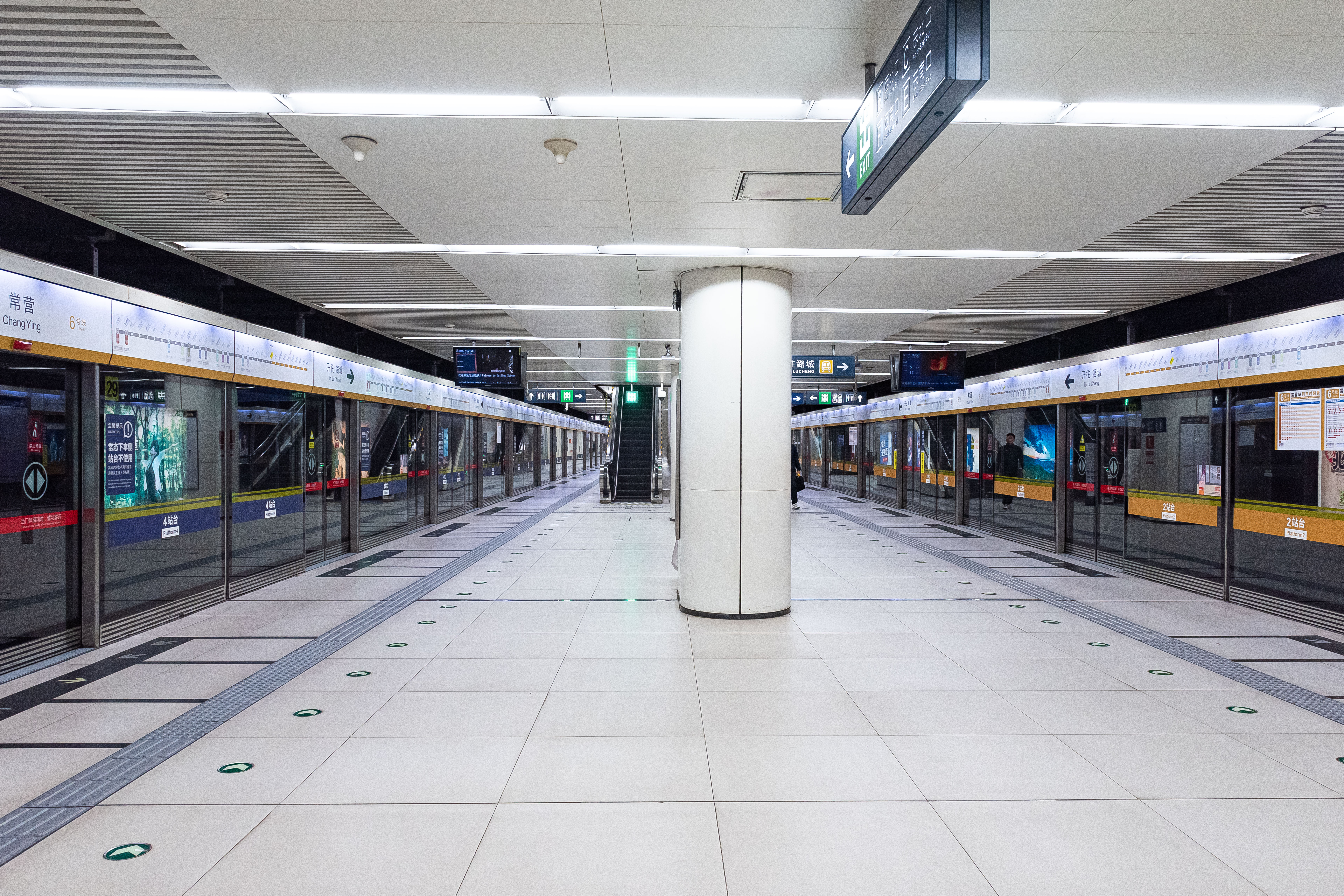
东行（2、4号）站台

常营站为地下二层车站，设计为双岛式站台以供快车越行，同时设有渡线，以备由市区方向驶来的部分列车在此站折返。车站为三柱四跨框架结构，总建筑面积34654平方米，是北京目前建筑面积最大的单体地铁站。车站采用藕荷色的现代彩砖作为墙面装饰。
车站设有7个出入口，这些出入口均会接入车站附近公共建筑物的地庫，而非直接通往地面。同时为了紧急情况下乘客逃生，另设6个直通地面的应急通道。
| 地面层          | 出入口                                 | B-F出入口                                |
| 地下一层 站厅层 | 站厅                                   | 票务服务、自动售票机、一卡通充值         |
| 地下二层 站台层 |                                        | 1 站台 █ 6号线快速列车往金安桥（青年路） |
| 地下二层 站台层 | 岛式站台，快车左側開门，普通车右側開门 |                                          |
| 地下二层 站台层 | 3 站台 █ 6号线普通列车往金安桥（黄渠） |                                          |
| 地下二层 站台层 | 4 站台 █ 6号线普通列车往潞城（草房）   |                                          |
| 地下二层 站台层 | 岛式站台，快车左側開门，普通车右側開门 |                                          |
| 地下二层 站台层 | 2 站台 █ 6号线快速列车往潞城（通运门） |                                          |

## 出入口
本站目前开放4个出入口且均可通往邻近商业设施，其中B口与北侧的北京华联常营购物中心相连，C口位于常营福第V中心下沉广场内，E口连接龙湖北京长楹天街东区地下二层，F口连接龙湖北京长楹天街西区地下二层。
|                       |                              |                                                |      |                |
| 编号                  | 指示                         | 建议前往的目的地                               | 图片 | 无障碍设施图片 |
| 出口 · B · 升降机标志 | 朝阳北路（北侧）、常营北小街 | 万象新天、北京华联常营购物中心                 |      |                |
| 出口 · C              | 朝阳北路（北侧）             | 常营福第V中心、常营福第广场、家家悦超市        |      | 不適用         |
| 出口 · E · 升降机标志 | 朝阳北路（南侧）             | 东十里堡路、龙湖北京长楹天街、朝阳医院常营院区 |      |                |
| 出口 · F · 升降机标志 | 朝阳北路（南侧）             | 龙湖北京长楹天街、陆港城下沉商业街             |      |                |
| 註： 設有             |                              |                                                |      |                |